# Matteo Grattarola
Matteo Grattarola   (Bellano, 2 de febrer de 1988) és un pilot de trial italià. N'ha estat Campió d'Europa júnior (2004), dues vegades absolut (2012 i 2018) i dues vegades campió del món en la categoria de Trial2 (2018 i 2020). A banda, ha guanyat nombrosos Campionats d'Itàlia, tant a l'aire lliure com indoor.

## Palmarès
A 1 de maig de 2025
| Any          | Motocicleta    | C. del Món outdoor | C. del Món indoor | C. d'Itàlia     | C. It. indoor |
| ------------ | -------------- | ------------------ | ----------------- | --------------- | ------------- |
| 2004         | Sherco         | -                  | -                 | -               |               |
|              |                |                    |                   |                 |               |
| 2009         | Sherco         | -                  | 10è               | 1r              |               |
| 2010         | Sherco         | 10è                | -                 | 1r (Hard trial) |               |
| 2011         | Sherco/Gas Gas | 10è                | 10è               | 1r              | 1r            |
| 2012         | Gas Gas        | 10è                | -                 | 1r              | 1r            |
| 2013         | Gas Gas        | 7è                 | 6è                | 1r              | 1r            |
| 2014         | Gas Gas        | 10è                | 9è                | 1r              | 1r            |
| 2015         | Gas Gas        | -                  | -                 | 1r              | 1r            |
| 2016         | Gas Gas        | 9è                 | -                 | 1r              | 1r            |
| 2017         | Gas Gas        | 10è                | -                 | 1r              | 1r            |
| 2018         | Honda          | -                  | 13è               | 1r              | 1r            |
| 2019         | Honda          | -                  | -                 | 1r              | 1r            |
| 2020         | Beta           | -                  | -                 | 1r              |               |
| 2021         | Beta           | 4t                 | 5è                | 1r              |               |
| 2022         | Beta           | 4t                 | 4t                | 1r              |               |
| 2023         | Vertigo/Beta   | 4t                 | 8è                | 1r              |               |
| 2024         | Beta           | 5è                 | 7è                | 1r              |               |
| 2025         | Beta           |                    | 6è                |                 |               |
| Total títols | Total títols   | 0                  | 0                 | 18              | 9             |

Notes
1. ↑  Campió d'Europa júnior
2. ↑  Campió també de Hard trial
3. ↑  Campió d'Europa
4. ↑  Campió també de Hard trial
5. ↑  Campió de Trial2 i Campió d'Europa
6. ↑  Campió de Trial2